# Prinia rufescens
El prinia rojiza (Prinia rufescens) es una especie de ave paseriforme de la familia Cisticolidae propia del sureste asiático.

## Distribución
Se encuentra distribuida desde el Himalaya oriental hasta Indochina y la península malaya.